# Lista de partidos políticos do Japão
Este artigo lista os partidos políticos do Japão com representação na Dieta Nacional, seja na Câmara dos Representantes (câmara baixa) ou na Câmara dos Conselheiros (câmara alta). No Japão, qualquer organização que apoie um candidato precisa registar-se como partido político. Cada um desses partidos tem alguma influência local ou nacional.

## Partidos atuais

### Partidos principais
| Partido | Partido | Partido                                                       | Fundação | Ideologia                                       | Dieta Nacional (2024) | Dieta Nacional (2024) |
| Partido | Partido | Partido                                                       | Fundação | Ideologia                                       | Representantes        | Conselheiros          |
| ------- | ------- | ------------------------------------------------------------- | -------- | ----------------------------------------------- | --------------------- | --------------------- |
|         |         | Partido Liberal Democrata 自由民主党 Jiyū Minshu-tō           | 1955     | Conservadorismo Nacionalismo japonês            | 191 / 465             | 115 / 248             |
|         |         | Partido Democrata Constitucional 立憲民主党 Rikken Minshu-tō  | 2017     | Liberalismo Liberalismo social                  | 148 / 465             | 38 / 248              |
|         |         | Partido da Inovação do Japão 日本維新の会 Nippon Ishin no Kai | 2015     | Conservadorismo libertário Populismo de direita | 38 / 465              | 20 / 248              |
|         |         | Komeito 公明党 Kōmeitō                                        | 1998     | Conservadorismo social Economia mista           | 24 / 465              | 27 / 248              |
|         |         | Partido Democrata pelo Povo 国民民主党 Kokumin Minshu-tō      | 2018     | Conservadorismo                                 | 28 / 465              | 10 / 248              |
|         |         | Partido Comunista Japonês 日本共産党 Nihon Kyōsan-tō          | 1922     | Socialismo Progressismo                         | 8 / 465               | 11 / 248              |
|         |         | Reiwa Shinsengumi れいわ新選組 Reiwa Shinsengumi              | 2019     | Progressismo Populismo de esquerda              | 9 / 465               | 5 / 248               |
|         |         | Sanseitō 参政党 Sanseitō                                      | 2020     | Ultraconservadorismo Populismo de direita       | 3 / 465               | 1 / 248               |
|         |         | Partido Conservador do Japão 日本保守党 Nippon Hoshutō        | 2023     | Ultraconservadorismo Populismo de direita       | 3 / 465               | 0 / 248               |
|         |         | Partido Social-Democrata 社会民主党 Shakai Minshu-tō          | 1996     | Social-democracia Progressismo                  | 1 / 465               | 2 / 248               |